# Castell d'Oshi

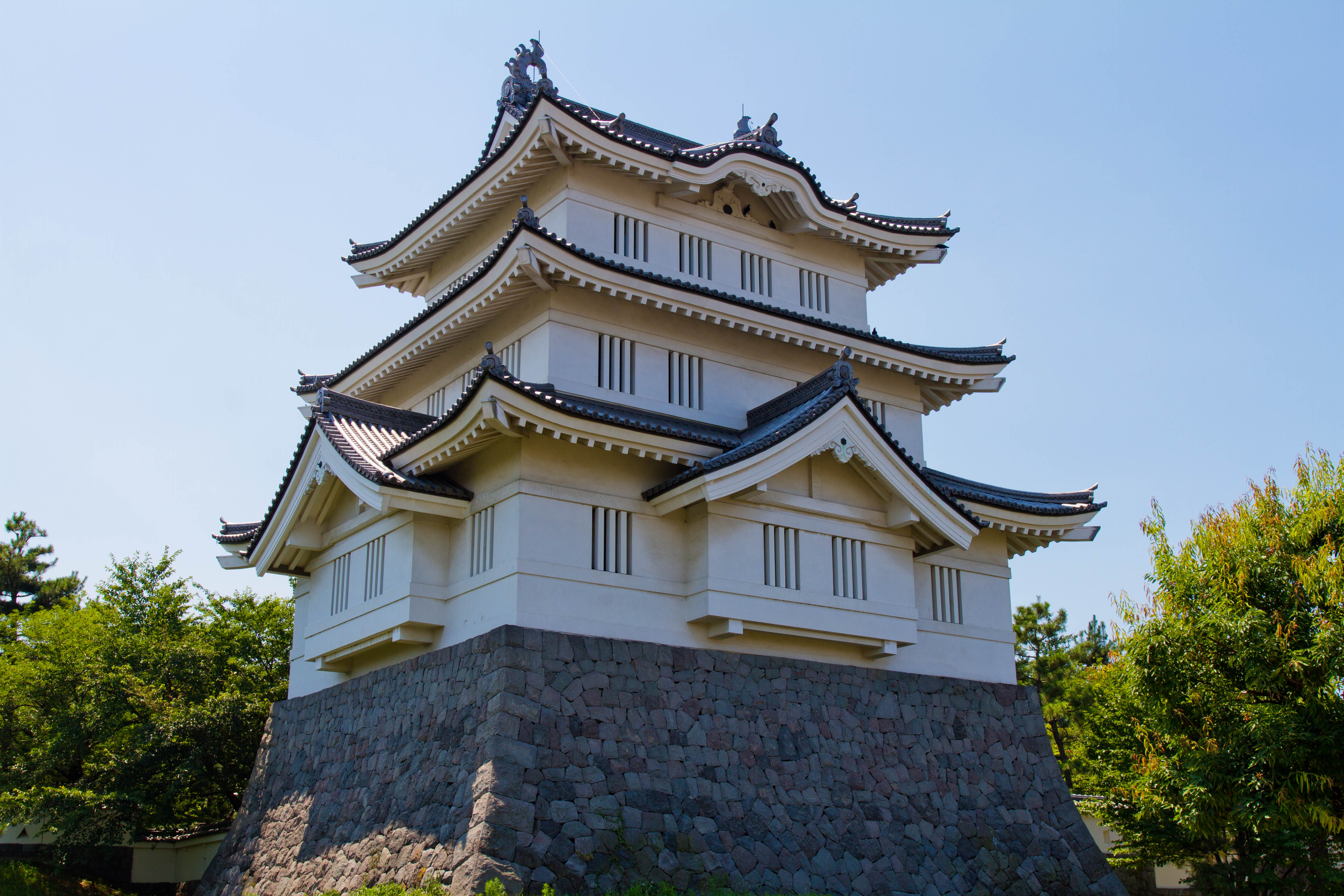
El nou castell Oshi (any 2010)

El castell Oshi (忍 城 Oshi-jō) és un castell japonès situat a Gyōda, prefectura de Saitama, al Japó. Durant el període Edo, fou el centre del domini Oshi, de 100.000 koku, però el castell és molt més conegut per la seva associació amb el setge del castell Oshi, de finals del període Sengoku. El castell també era conegut com a "Kama-jō" (亀 城 Castell Tortuga) o "Oshi-no-uki-jō" (忍 の 浮 き 城 el castell flotant d'Oshi). Va ser considerada com una de les set fortaleses principals de la regió de Kantō.

## Història

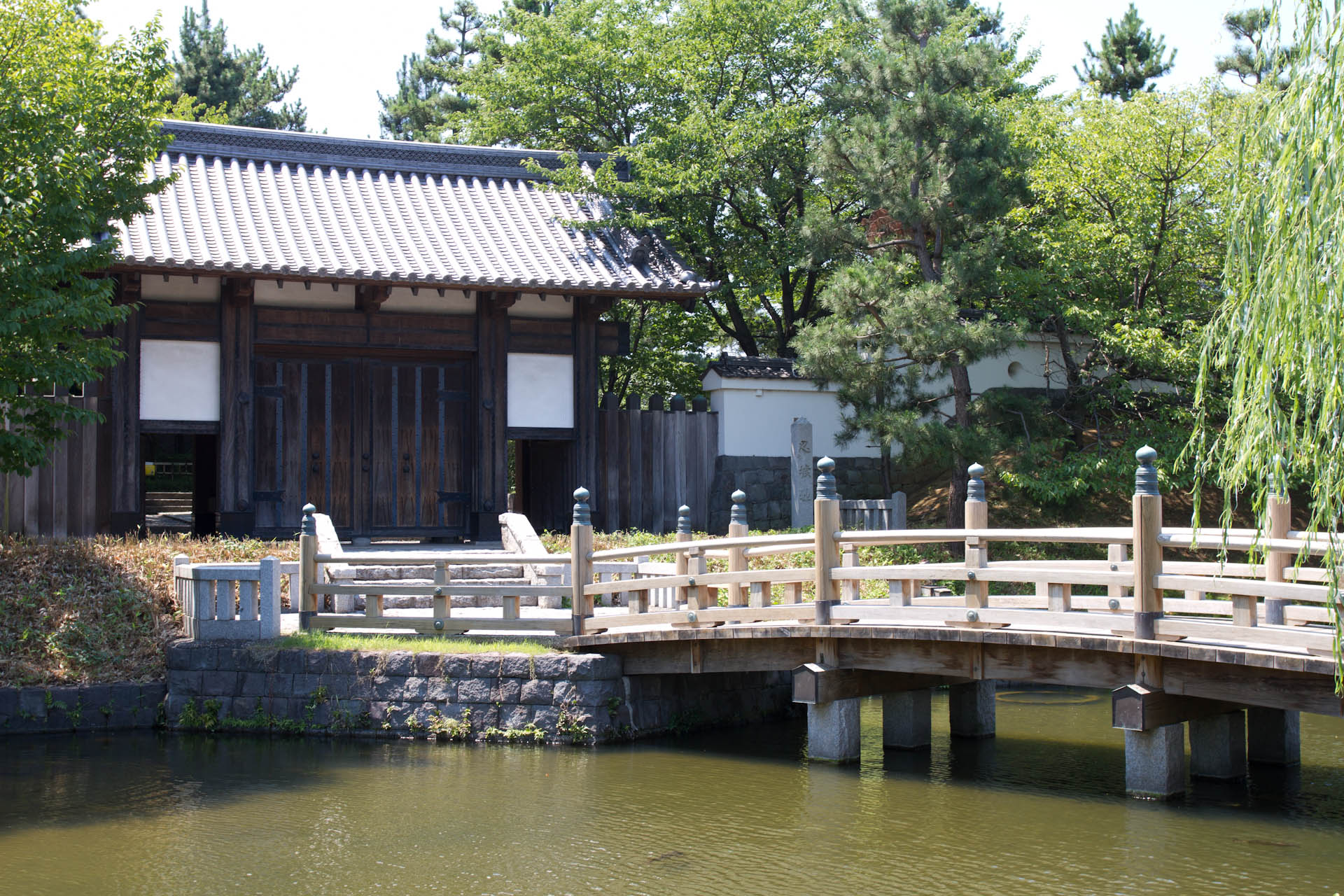
Porta original de l'antic castell Oshi

El castell Oshi fou construït per Narita Akiyasu als voltants de 1479. La família Narita governà sobre l'àrea de Gyōda, inicialment, com a vassalls del clan Uesugi d'Ogigayatsu, canviat la seva aliança amb el clan Odawara Hōjō en 1546. La ciutat que envoltava el castell fou incendiada per Uesugi Kenshin en 1574.
El castell aprofitava els pantans i aiguamolls dels voltants com a part de la seva defensa i es considerava impenentrable. En 1590, Toyotomi Hideyoshi envià Ishida Mitsunari amb un exèrcit de 23.000 efectius per a prendre el castell. En el Setge d'Oshi, 619 samurais i 2000 soldats de la lleva local, liderats per l'onna-bugeisha Kaihime, feren front a nombrosos atacs, entre els que hi hagué un intenta d'inundar el castell i ofegar als defensors (imitant a Hideyoshi en el seu famós Setge de Takamatsu). Tot i així, malgrat la impressionant construcció 28 quilòmetres de dics que feu aixecar Ishida i les pluges torrencials, el castell encara va mantenir durant més d'un mes. De fet, els defensors només rendiren el castell després de saber que el seu senyor havia estat vençut a Odawara.
L'àrea passà a ser controlada per Tokugawa Ieyasu i el castell fou reconstruït com a centre de 100.000 koku del domini Oshi, governat per una successió de daimyos de diferents branques del clan Matsudaira i del clan Abe. La ciutat del castell prosperà durant el període Edo gràcies a la seva proximitat amb la ruta Nakasendō i el riu Tone.
Després de la restauració Meiji, totes les estructures del castell foren destruïdes i el lloc es convertí en un parc públic. L'estructura actual fou reconstruïda en 1988 per tal d'impulsar el turisme local i per a allotjar el Museu d'Història Local de la Ciutat de Gyōda (行田市郷土博物館, Gyōda-shi Gōdō Hakubutsukan).